# حکم‌نامه
حُکم‌نامه در معنای مذهبی، آیه‌ای است انتخاب‌شده از کتاب مقدس سیک‌ها، گورو گرانت صاحب، که روزانه و پس از اجرای نماز «اَردَس» صبحگاهی، به‌طور تصادفی از یکی از صفحات سمت چپ باز می‌شود تا به‌عنوان فرمان یا راهنمای معنوی روز برای جامعه سیک اعلان شود.
این واژه در سیک‌شناسی به معنای همان حکم الهی تلقی می‌شود.
علاوه بر معنای امروزی، در تاریخ اولیه سیک نیز حکم‌نامه‌ها به‌صورت فرمان‌ها یا نامه‌هایی رسمی صادر می‌شدند—که به‌دست گردانندگان «پنج تخت» یا خود گوروها تهیه می‌شدند—برای پاسخ به مسائل اخلاقی، سازمانی و مالی جامعه، و معمولاً با مقدمه‌ای الهی و خطاب رسمی همراه بودند.